# David Hopkirk
David Hopkirk (17 januari 1993) is een Schots voetballer (aanvaller) die in 2010-2011 voor de Schotse eersteklasser Hamilton Academical FC uitkwam. Anno 2018 speelt hij voor Clyde FC.
Hopkirk maakte zijn debuut voor Hamilton op 13 november 2010 in een wedstrijd tegen Inverness Caledonian Thistle FC.